# کیرستی بالفور
کیرستی بالفور (به انگلیسی: Kirsty Balfour) (زادهٔ ۲۱ فوریهٔ ۱۹۸۴) شناگر اهل بریتانیا است.